# بويد غوردون
بويد غوردون هو لاعب هوكي الجليد كندي، ولد في 19 أكتوبر 1983 في Unity (ISS module) ‏.

## وصلات خارجية
- بويد غوردون على موقع دوري الهوكي الوطني (الإنجليزية)
- بويد غوردون على موقع EliteProspects.com (الإنجليزية)
- بويد غوردون على موقع Eurohockey.com (الإنجليزية)
- بويد غوردون على موقع HockeyDB.com (الإنجليزية)
- بويد غوردون على موقع Hockey-Reference.com (الإنجليزية)